# 맥라렌 MCL39
맥라렌 MCL39는 맥라렌이 제작하고 롭 마샬의 지휘 아래 2025년 포뮬러 원 월드 챔피언십에 출전하기 위해 설계된 포뮬러 원 자동차이다. 이 자동차는 랜도 노리스와 오스카 피아스트리가 각각 일곱 번째 시즌과 세 번째 시즌에 운전할 예정이다.

## 배경

### 개발 맥락
MCL39는 1998년 이후 맥라렌의 첫 번째 챔피언십 우승 차량인 MCL38을 따르다.  2024년 컨스트럭터 챔피언십에서 우승한 맥라렌은 풍동 테스트 시간 기준의 70%만 할당받을 수 있게 된다. 팀 대표 안드레아 스텔라는 맥라렌이 공기역학 설계 과정의 다른 곳에서 효율성을 향상시킴으로써 이러한 단점을 극복할 수 있을 것이라고 믿는다.
맥라렌이 2024 시즌 동안 공기역학적 하중 하에서 크게 휘어질 수 있는 프론트 윙을 개발하는 데 성공한 것은 그라운드 효과 시대에서 레드불의 지배력을 극복하는 데 중요한 역할을 한 것으로 여겨졌다. 이러한 윙 유연성 사용을 방지하기 위한 새로운 제한 사항이 도입되었으며, 이는 시즌 9번째 레이스(스페인 그랑프리)부터 적용되었다. 스텔라는 팀이 새로운 제한 사항과 함께 시행될 "작은 조정"을 계획하고 있다고 말했지만, 팀에 부정적인 영향을 미칠 것이라고 부인했다.

### 초기 설계 및 개발
맥라렌 레이싱의 CEO 잭 브라운은 팀이 MCL39를 설계하기 위해 "용감한 위험" 접근 방식을 취할 것이라고 말했다. 엔지니어링 디렉터 닐 헐디는 2026년에 완전히 새로운 기술 규정과 엔진 공식이 도입되었음에도 불구하고 2025년 개발을 저해하지 않을 것이라고 말했다. 스텔라는 팀이 2023년과 2024년에 보여준 "개발 속도를 유지"했다고 믿으며 MCL39가 MCL60 및 MCL38과 동일한 "선형 추세"를 따랐다고 말했다.
MCL39는 수석 디자이너 롭 마샬이 처음부터 감독한 첫 번째 맥라렌 자동차였다. 이 자동차는 MCL38에 비해 상당한 레이아웃 변화를 보여주며 상당한 기술적 발전을 이루었다. MCL39는 MCL38에 비해 라디에이터를 더 위아래로 이동시킨 것으로 보인다. 전면 풀로드와 후면 푸시로드 서스펜션 레이아웃을 유지했지만, 차량의 지상고를 더 잘 제어하기 위해 잠수 방지 조치를 강화했다. 다른 눈에 보이는 변화로는 새로운 사이드팟 흡입구 형태, 수정된 엔진 커버 차체, 새롭고 넓은 에어박스 흡입구 형태 등이 있다.
스텔라는 팀이 최근 시즌 맥라렌의 개발 계획과 일치하는 몇 가지 초기 시즌 업데이트를 제공할 것이라고 말했다.

### 리버리리
MCL39는 모든 팀이 전용 이벤트에서 시즌 리버티를 출시하기로 약속했기 때문에 프리시즌 촬영 당일에 파파야 오렌지와 블랙 기하학적 눈부심 위장 패턴을 일회성으로 사용했다.
그 자동차의 시즌 성적은 MCL38과 상당히 동일했다. 맥라렌은 팀이 챔피언십 우승 후 시즌 성적을 바꾼 적이 없으며, 지속적인 성공 기간 동안 성적을 크게 바꾼 적도 없다고 설명하는 성명을 발표했다.

## 경쟁 및 개발 역사

### 프리 시즌
맥라렌은 2025년 세계 컨스트럭터 챔피언십에서 연속으로 우승할 유력한 후보로 꼽혔다. 노리스는 세계 드라이버 챔피언십에서 우승할 유력한 후보로 꼽혔지만 피아스트리도 우승 후보로 꼽혔다. MCL39는 2025년 2월 실버스톤에서 노리스와 피아스트리가 운전하는 비공개 촬영 날에 처음 정상 궤도에 올랐다. 스텔라는 이 버전의 자동차가 공식 프리시즌 테스트에서 실행될 것과 거의 동일하다고 말했다.
테스트 중에 노리스는 차량이 이전 모델과 비슷하게 핸들링했다고 말했지만, 팀이 원하는 것보다 후미가 덜 안정적이라고 말했다. 다른 팀들은 MCL39가 다른 필드보다 성능 면에서 우위를 점할 수 있다고 널리 생각했다.

## 레이싱 결과
| Notable entrants | McLaren F1 Team                       |         |       |        |
| Notable drivers | - 4. Lando Norris - 81. Oscar Piastri |         |       |        |
| \| Races \| Wins \| Podiums \| Poles \| F/Laps \| \| ----- \| ---- \| ------- \| ----- \| ------ \| \| 0 \| 0 \| 0 \| 0 \| 0 \| |                                       |         |       |        |
| Races | Wins                                  | Podiums | Poles | F/Laps |
| 0 | 0                                     | 0       | 0     | 0      |